# Gynacantha risi
Gynacantha risi – gatunek ważki z rodziny żagnicowatych (Aeshnidae).